# 盖斯多夫
盖斯多夫（德語：Gersdorf），是德国萨克森州的市镇，隶属于茨维考县。总面积为9.7平方千米，截至2023年12月31日总人口为3,756人。